# Colinas Eugâneas
As colinas Eugâneas são um relevo de origem vulcânica que se encontra na Planície Padana (altura máxima acima da planície: Monte Venda, com 601 m) na província de Pádua da região do Veneto, nordeste de Itália. Esta formação, juntamente com uma paisagem irmã que se encontra a poucos km, na província de Vicenza, as colinas Berici, têm uma grande importância turística, para além de agrícola e como testemunho das forças que moldaram o nosso planeta; as colinas Eugâneas estão protegidas e exploradas por um Parque Natural que engloba 15 comunas e quase 20 mil hectares de superfície.

Foram visitadas e estudadas por José Bonifácio de Andrada e Silva em 1795.

## Geologia
Durante o Cretácico (há cerca de 95 a 65 milhões de anos), toda a região que hoje compõe a Planície Padana era o fundo de um mar (Tétis), onde se depositaram, ao longo de milénios, restos de organismos que deram origem a diferentes rochas calcárias: a mais antiga (cerca de 130 milhões de anos) é vermelha e povoada por amonites, a seguir, um calcário branco (“Biancone”) e a denominada “scaglia rossa” (“escama vermelha”); a série termina com o marne eugâneo, calcário argiloso com cerca de 30 milhões de anos.
Durante o Eoceno registaram-se erupções vulcânicas na região, que levaram à formação de bancos basálticos no fundo do mar. Depois de alguns milénios de acalmia, no Oligoceno inferior, houve uma intensa atividade vulcânica de que resultaram os cones eugâneos, constituídos por riolitos, traquitos e latitos, que eventualmente formaram um pequeno arquipélago. Todo este conjunto se tornou visível no início do Quaternário, quando se verificou a emersão de toda a região inundada, juntamente com uma forte atividade aluvionar a partir das montanhas em redor, que levaram à formação da Planície Padana.

## Flora, fauna e agricultura
Os montes Eugâneos encontram-se numa região de clima temperado continental, mas mais suave que na planície circundante.
Tirando as áreas cultivadas e as associações dominadas pela infestante exótica Robinia (uma leguminosa nativa da América), a vegetação original das colinas inclui:
- a mancha mediterrânica, uma associação arbustiva dominada por Erica (a urze e espécies próximas), giesta, medronheiro e o figo-da-índia anão;
- o bosque de castanheiros, principalmente nas vertentes vulcânicas expostas a norte; e
- o bosque de carvalhos, em associação com a olaia, o lódão e o zimbro, entre outras espécies.

Tal como nas colinas Béricas, o vinho, o azeite e vários produtos gastronómicos se tornaram típicos das Eugâneas. A joia da região é o DOCg “Fior d’Arancio”, um vinho à base de Moscato, desenvolvido em três versões: seco, espumante e frutado. Outros vinhos com a marca DOC e DOCg são o Serpino, o Colli Euganei Rosso e outros.
Se o Prosciutto Veneto Berico-Euganeo é produzido em muitas das comunas das colinas Béricas e Eugâneas, é em Montagnana que se realiza anualmente a Festa del Prosciutto. Realizam-se ainda muitas festas e feiras dedicadas a outros produtos da agricultura e gastronomia locais, como as uvas, cerejas e castanhas, os cogumelos, as galinhas de Pádua e de Polverara, os espargos e as diferentes qualidades de “radicchio” (espécie de chicória usada em saladas)